# Астер, Эрнст Людвиг фон
Эрнст Людвиг фон Астер (нем. Ernst Ludwig von Aster) — немецкий военный инженер; брат офицера и военного писателя Карла Генриха фон Астера.

## Биография
Родился в Дрездене 5 октября 1778 года, был сыном генерала саксонской службы Фридриха Людвига фон Астера. В 1794 году поступил инженерным унтер-офицером в ряды саксонской армии, в 1800 году был произведён в офицеры и в кампании 1806 года сражался под Иеной в армии герцога Брауншвейгского.
Как выдающемуся инженерному офицеру, ему было поручено в 1809 году укрепление Дрездена. Он горячо принялся за дело и в особой брошюре изложил свои мнения об укреплении городов вообще. Брошюра эта имела, впрочем, и другую цель: она взывала к патриотизму дрезденцев и приглашала их не мешать делу укрепления столицы стремлением сохранить дома, дороги, улицы и т. п.
Когда Саксония стала союзницей Наполеона, Астер получил от последнего в 1810 году приказание составить проект укрепления крепости Торгау и своей деловитостью сумел угодить великому полководцу. В следующем 1811 году Астер принял участие в реорганизации инженерных войск саксонской армии.
Затем он был произведён в майоры и принял участие, в рядах саксонских войск, входивших в состав «Великой армии» Наполеона, в кампании 1812 года в России, на этот раз уже в роли офицера Генерального штаба.
По возвращении из России, он был назначен начальником штаба крепости Торгау и принимал участие в сражениях при Бауцене и Лейпциге. Вслед за тем он был назначен начальником штаба 7-го армейского корпуса и произведён в полковники.
В 1814 году Астер поступил в русскую службу, но оставался в ней недолго и в 1815 году перешёл на прусскую службу, где был назначен начальником штаба 2-го армейского корпуса и принимал участие в сражениях при Линьи и Ватерлоо.
Вернувшись в Пруссию он занялся исключительно военно-инженерным делом — постройкой крепостей; среди его наиболее крупных проектов — полная перестройка крепостных сооружений Кёльна в 1816 году, за которую он был произведён в генерал-майоры.

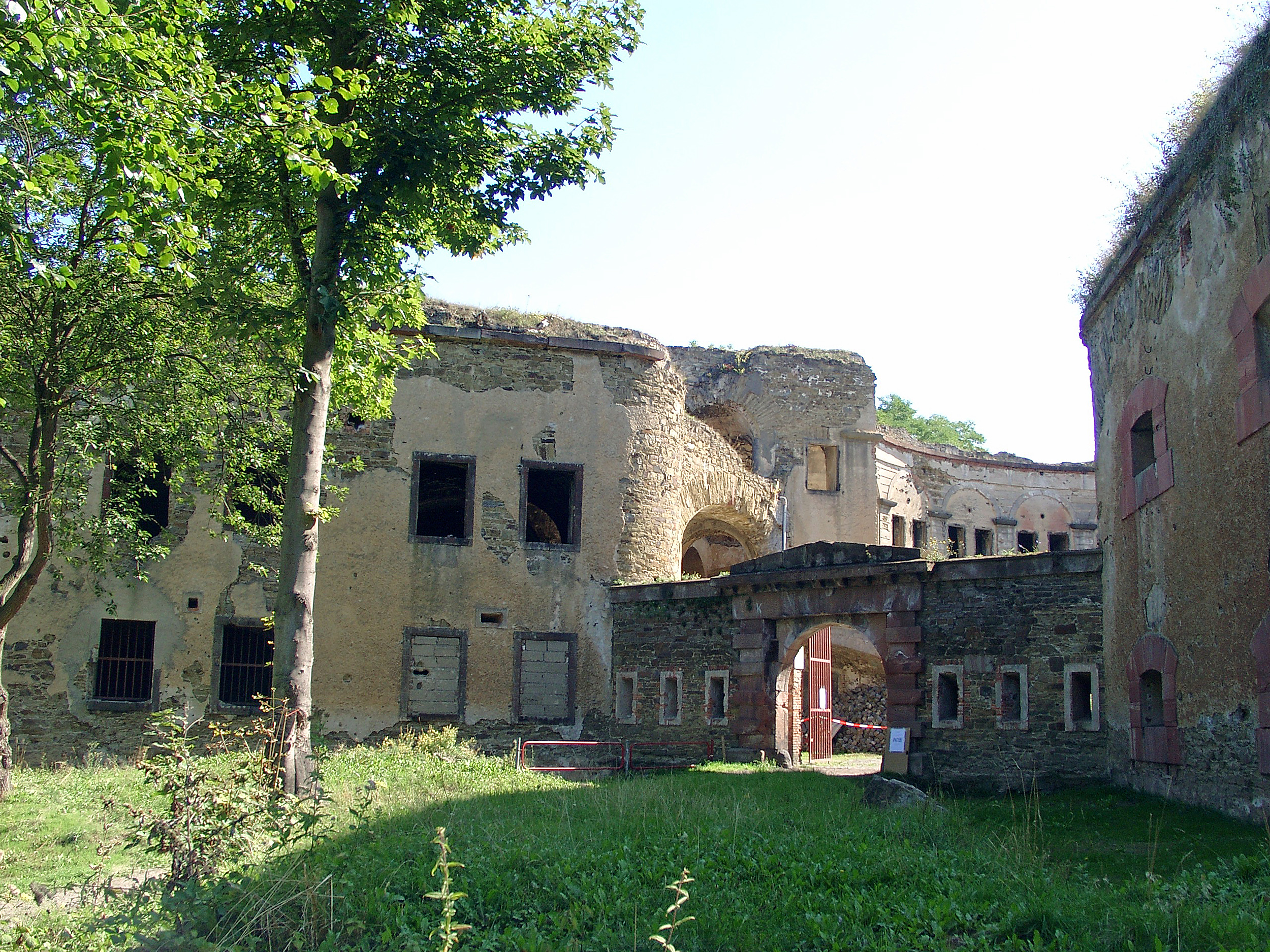
Форт Астерштейн

С большим энтузиазмом приводил он в исполнение те свои идеи, которые в 1814 году он изложил в особой записке о системе укреплений Северной Германии: не связывать себя никаким шаблоном, но применять каждую систему укрепления, если она отвечает обстановке; тщательно применяться к местности и так, чтобы укрепления усиливали её сильные стороны и ослабляли значение слабых; минимальный гарнизон, но подготовка поля для развертывания больших масс в нужном направлении. Вот сущность системы Астера.
Занимая посты инспектора инженеров и коменданта Кобленца (с 1825 года), Астер отдавался своей склонности к философии и изучал походы великих полководцев прошлого, стараясь сделать общедоступными те великие принципы, которые служили основой их деятельности; между исследованиями военно-исторического характера, он нашёл время написать ещё справочник по военной географии.
В 1827 году Астер получил чин генерал-лейтенанта и в 1837 году был поставлен во главе всего корпуса прусских военных инженеров и на этом посту пробыл 12 лет, в том же году он был назначен членом Государственного совета Пруссии и куратором Артиллерийского училища и Берлинской инженерной школы; в 1842 году произведён в генералы от инфантерии. В 1849 году он вышел в отставку и умер в Берлине 10 февраля 1855 года.
Астер был автором проекта строительства Второго вального оборонительного обвода Кёнигсберга, строительство которого велось с 1843 по 1860 год. До наших дней сохранилось семь городских ворот, оборонительная казарма «Кронпринц», башни Дона и Врангель, равелины и бастионы.
Одна из фортовых групп Кобленца носит, в память о нём, имя Астерштейн (Fort Asterstein).

## Награды
Королевства Пруссия:
- Орден «Pour le Mérite» (8 декабря 1813)[4]
- Железный крест 2-го класса (1815)[5]
- Орден Красного орла 3-го класса [6]
- Орден Красного орла 2-го класса с дубовыми листьями (1822)[7]; со звездой и дубовыми листьями (1830)[8]
- Крест за выслугу лет[нем.] (1825)
- Орден Красного орла 1-го класса с дубовыми листьями (1833)[9]
- Орден Чёрного орла (18 января 1844); цепь ордена (10 апреля 1847)[10]

Российской империи:
- Орден Святого Владимира 4-й степени[6]
- Орден Святой Анны 2-й степени (15 сентября 1813)[11]
- Золотое оружие с надписью «За храбрость» (29 сентября 1813)[12]
- Орден Святого Владимира 3-й степени (3 августа 1822)[13]
- Орден Святой Анны 1-й степени с алмазными украшениями (10 июля 1838)[14]

Прочие:
- Военный орден Святого Генриха, рыцарский крест (1813, королевство Саксония)[15]
- Орден Военных заслуг Карла Фридриха, командорский крест (1825, великое герцогство Баден)[16]
- Орден Почётного легиона, кавалерский крест (Франция)